# Nuoto ai campionati mondiali di nuoto 2023 - 100 metri rana maschili
La gara di nuoto dei 100 metri rana maschili dei campionati mondiali di nuoto 2023 è stata disputata il 23 e 24 luglio 2023 presso il Marine Messe Fukuoka di Fukuoka. Vi hanno preso parte 69 atleti provenienti da 66 nazioni.
La competizione è stata vinta dal nuotatore cinese Qin Haiyang, mentre sono stati assegnati tre argenti all'italiano Nicolò Martinenghi, all'olandese Arno Kamminga e allo statunitense Nic Fink.

## Podio
| Posizione | Atleta                                    | Nazionalità                    |
| --------- | ----------------------------------------- | ------------------------------ |
| Oro       | Qin Haiyang                               | Cina                           |
| Argento   | Nicolò Martinenghi Arno Kamminga Nic Fink | Italia Paesi Bassi Stati Uniti |

## Programma
| Data           | Ora (UTC+9) | Turno      |
| -------------- | ----------- | ---------- |
| 23 luglio 2023 | 12:26       | Batterie   |
| 23 luglio 2023 | 20:50       | Semifinali |
| 24 luglio 2023 | 20:02       | Finale     |

## Record
Prima della competizione il record del mondo e il record dei campionati erano i seguenti:
| Record mondiale       | 56"88 | Adam Peaty Gran Bretagna | 21 luglio 2019 Gwangju, Corea del Sud |
| Record dei campionati | 56"88 | Adam Peaty Gran Bretagna | 21 luglio 2019 Gwangju, Corea del Sud |

Nel corso della competizione non sono stati migliorati.

## Risultati

### Batterie
| Pos. | Batteria | Corsia | Atleta                   | Nazionalità                   | Tempo   | Note             |
| ---- | -------- | ------ | ------------------------ | ----------------------------- | ------- | ---------------- |
| 1    | 7        | 4      | Qin Haiyang              | Cina                          | 58"26   | Q,               |
| 2    | 7        | 5      | Arno Kamminga            | Paesi Bassi                   | 58"71   | Q                |
| 3    | 6        | 3      | Lucas Matzerath          | Germania                      | 58"74   | Q,               |
| 4    | 6        | 4      | Nicolò Martinenghi       | Italia                        | 59"04   | Q                |
| 5    | 5        | 4      | Nic Fink                 | Stati Uniti                   | 59"38   | Q                |
| 6    | 7        | 6      | Josh Matheny             | Stati Uniti                   | 59"40   | Q                |
| 7    | 6        | 5      | Federico Poggio          | Italia                        | 59"43   | Q                |
| 8    | 7        | 3      | James Wilby              | Gran Bretagna                 | 59"66   | Q                |
| 9    | 5        | 5      | Yan Zibei                | Cina                          | 59"73   | Q                |
| 10   | 6        | 6      | Andrius Šidlauskas       | Lituania                      | 59"90   | Q                |
| 11   | 6        | 8      | Denis Petrashov          | Kirghizistan                  | 59"91   | Q,               |
| 12   | 7        | 7      | Choi Dong-yeol           | Corea del Sud                 | 59"94   | Q                |
| 13   | 5        | 3      | Berkay Ömer Öğretir      | Turchia                       | 59"99   | Q                |
| 14   | 6        | 7      | João Gomes Júnior        | Brasile                       | 1'00"12 | Q                |
| 15   | 5        | 2      | Bernhard Reitshammer     | Austria                       | 1'00"20 | Q                |
| 16   | 5        | 6      | Zac Stubblety-Cook       | Australia                     | 1'00"22 | Q                |
| 17   | 7        | 2      | Ippei Watanabe           | Giappone                      | 1'00"28 |                  |
| 18   | 6        | 2      | Valentin Bayer           | Austria                       | 1'00"51 |                  |
| 19   | 5        | 1      | Darragh Greene           | Irlanda                       | 1'00"54 |                  |
| 20   | 6        | 1      | Matti Mattsson           | Finlandia                     | 1'00"62 |                  |
| 21   | 5        | 8      | Anton McKee              | Islanda                       | 1'00"86 |                  |
| 22   | 7        | 8      | Dawid Wiekiera           | Polonia                       | 1'00"89 |                  |
| 23   | 4        | 5      | Jérémy Desplanches       | Svizzera                      | 1'00"95 |                  |
| 24   | 5        | 9      | Maksym Ovchinnikov       | Ucraina                       | 1'01"01 |                  |
| 25   | 5        | 7      | Miguel de Lara           | Messico                       | 1'01"02 |                  |
| 26   | 7        | 1      | Erik Persson             | Svezia                        | 1'01"03 |                  |
| 27   | 5        | 0      | Lyubomir Epitropov       | Bulgaria                      | 1'01"16 |                  |
| 28   | 7        | 0      | James Dergousoff         | Canada                        | 1'01"19 |                  |
| 29   | 6        | 3      | Jorge Murillo            | Colombia                      | 1'01"23 |                  |
| 30   | 4        | 3      | Michael Houlie           | Sudafrica                     | 1'01"58 |                  |
| 31   | 4        | 9      | Peter John Stevens       | Slovenia                      | 1'01"59 |                  |
| 32   | 4        | 7      | Gabriel Lopes            | Portogallo                    | 1'01"69 |                  |
| 33   | 4        | 4      | Josh Gilbert             | Nuova Zelanda                 | 1'01"79 |                  |
| 34   | 4        | 1      | Amro Al-Wir              | Giordania                     | 1'01"80 |                  |
| 35   | 4        | 6      | Ronan Wantenaar          | Namibia                       | 1'01"91 |                  |
| 36   | 3        | 2      | Mariano Lazzerini Angeli | Cile                          | 1'01"97 |                  |
| 37   | 3        | 4      | Jadon Wuilliez           | Antigua e Barbuda             | 1'02"10 | Record nazionale |
| 38   | 3        | 6      | Chao Man Hou             | Macao                         | 1'02"19 |                  |
| 39   | 4        | 8      | Adam Chillingworth       | Hong Kong                     | 1'02"43 |                  |
| 40   | 4        | 2      | Maximillian Wei Ang      | Singapore                     | 1'02"45 |                  |
| 41   | 1        | 8      | Alexandre Grand'Pierre   | Haiti                         | 1'02"65 |                  |
| 42   | 2        | 3      | Tomas Peribonio          | Ecuador                       | 1'02"90 | Record nazionale |
| 43   | 4        | 0      | Julio Horrego            | Honduras                      | 1'03"04 |                  |
| 44   | 3        | 5      | Muhammad Dwiky Raharjo   | Indonesia                     | 1'03"18 |                  |
| 45   | 2        | 4      | Constantin Malachi       | Moldavia                      | 1'03"23 |                  |
| 46   | 7        | 9      | Phạm Thanh Bảo           | Vietnam                       | 1'03"37 |                  |
| 47   | 2        | 2      | Tasi Limtiaco            | Micronesia                    | 1'03"53 | Record nazionale |
| 48   | 3        | 1      | Daniils Bobrovs          | Lettonia                      | 1'03"70 |                  |
| 49   | 3        | 0      | Adrian Robinson          | Botswana                      | 1'03"79 |                  |
| 50   | 3        | 9      | Andres Martijena         | Rep. Dominicana               | 1'03"80 |                  |
| 51   | 2        | 5      | Giacomo Casadei          | San Marino                    | 1'04"31 |                  |
| 52   | 3        | 7      | Panayiotis Panaretos     | Cipro                         | 1'04"38 |                  |
| 53   | 3        | 8      | Jonathan Raharvel        | Madagascar                    | 1'04"39 |                  |
| 54   | 1        | 4      | Ashot Chakhoyan          | Armenia                       | 1'04"47 |                  |
| 55   | 2        | 6      | Julio Calero             | Cuba                          | 1'04"51 |                  |
| 56   | 2        | 1      | Luka Eradze              | Georgia                       | 1'04"91 |                  |
| 57   | 2        | 7      | Luis Weekes              | Barbados                      | 1'05"15 |                  |
| 58   | 2        | 8      | Abdulaziz Al-Obaidly     | Qatar                         | 1'05"24 |                  |
| 59   | 2        | 0      | Bransly Dirksz           | Aruba                         | 1'05"38 |                  |
| 60   | 2        | 9      | Jonathan Chung Yee       | Mauritius                     | 1'06"05 |                  |
| 61   | 1        | 0      | Abdulla Khalid Jamal     | Bahrein                       | 1'06"07 |                  |
| 62   | 1        | 9      | Osama Trabulsi           | Siria                         | 1'07"33 |                  |
| 63   | 1        | 6      | Micah Masei              | Samoa Americane               | 1'08"42 |                  |
| 64   | 1        | 5      | Jayden Loran             | Curaçao                       | 1'08"47 |                  |
| 65   | 1        | 3      | Zach Moyo                | Zambia                        | 1'10"10 |                  |
| 66   | 1        | 7      | Chadd Ng Chiu Ning Ning  | eSwatini                      | 1'10"80 |                  |
| 67   | 1        | 1      | Anthony Deleon Guerrero  | Isole Marianne Settentrionali | 1'12"66 |                  |
| 68   | 1        | 2      | Jion Hosei               | Palau                         | 1'17"05 |                  |
|      | 3        | 3      | Andrew Goh Goh           | Malaysia                      | dq      |                  |
|      | 6        | 9      | Jaouad Syoud             | Algeria                       | dns     |                  |

### Semifinali
| Pos. | Semifinale | Corsia | Atleta               | Nazionalità   | Tempo   | Note             |
| ---- | ---------- | ------ | -------------------- | ------------- | ------- | ---------------- |
| 1    | 2          | 4      | Qin Haiyang          | Cina          | 57"82   | Q,               |
| 2    | 2          | 5      | Lucas Matzerath      | Germania      | 58"75   | Q                |
| 3    | 2          | 3      | Nic Fink             | Stati Uniti   | 58"88   | Q                |
| 4    | 2          | 2      | Yan Zibei            | Cina          | 59"02   | Q                |
| 5    | 1          | 4      | Arno Kamminga        | Paesi Bassi   | 59"08   | Q                |
| 6    | 1          | 3      | Josh Matheny         | Stati Uniti   | 59"20   | Q                |
| 7    | 1          | 5      | Nicolò Martinenghi   | Italia        | 59"21   | Q                |
| 8    | 2          | 1      | Berkay Ömer Öğretir  | Turchia       | 59"50   | Q                |
| 9    | 2          | 6      | Federico Poggio      | Italia        | 59"51   |                  |
| 10   | 1          | 6      | James Wilby          | Gran Bretagna | 59"54   |                  |
| 11   | 1          | 7      | Choi Dong-yeol       | Corea del Sud | 59"59   |                  |
| 12   | 1          | 8      | Zac Stubblety-Cook   | Australia     | 59"69   |                  |
| 13   | 2          | 7      | Denis Petrashov      | Kirghizistan  | 59"78   | Record nazionale |
| 14   | 1          | 2      | Andrius Šidlauskas   | Lituania      | 59"95   |                  |
| 15   | 1          | 1      | João Gomes Júnior    | Brasile       | 1'00"04 |                  |
| 16   | 2          | 8      | Bernhard Reitshammer | Austria       | 1'00"67 |                  |

### Finale
| Pos.    | Corsia | Atleta              | Nazionalità | Tempo | Note |
| ------- | ------ | ------------------- | ----------- | ----- | ---- |
| Oro     | 4      | Qin Haiyang         | Cina        | 57"69 |      |
| Argento | 1      | Nicolò Martinenghi  | Italia      | 58"72 |      |
| Argento | 2      | Arno Kamminga       | Paesi Bassi | 58"72 |      |
| Argento | 3      | Nic Fink            | Stati Uniti | 58"72 |      |
| 5       | 5      | Lucas Matzerath     | Germania    | 58"88 |      |
| 6       | 6      | Yan Zibei           | Cina        | 59"23 |      |
| 7       | 7      | Josh Matheny        | Stati Uniti | 59"45 |      |
| 8       | 8      | Berkay Ömer Öğretir | Turchia     | 59"79 |      |